# Nazionale maschile di baseball dell'Austria
La nazionale maschile di baseball austriaca rappresenta l'Austria nelle competizioni internazionali, come i campionati europei di baseball. Entrò a far parte della CEB nel 1983, ma disputò il suo primo Europeo nel 2007, per poi tornarvi nel 2019 e nel 2021.

## Piazzamenti

### Europei
- 2007 : 11°
- Qualificazioni al Campionato europeo di baseball (2011) : 2°
- Qualificazioni al Campionato europeo di baseball (2013) : 2°
- Qualificazioni al Campionato europeo di baseball (2015) : 2°
- Qualificazioni al Campionato europeo di baseball (2017) : 1°
- 2019 : 10°
- 2021 :